# Anillinus carolinae
Anillinus carolinae är en skalbaggsart som beskrevs av Thomas Casey. Anillinus carolinae ingår i släktet Anillinus och familjen jordlöpare. Inga underarter finns listade i Catalogue of Life.